# Arnaud Vincent

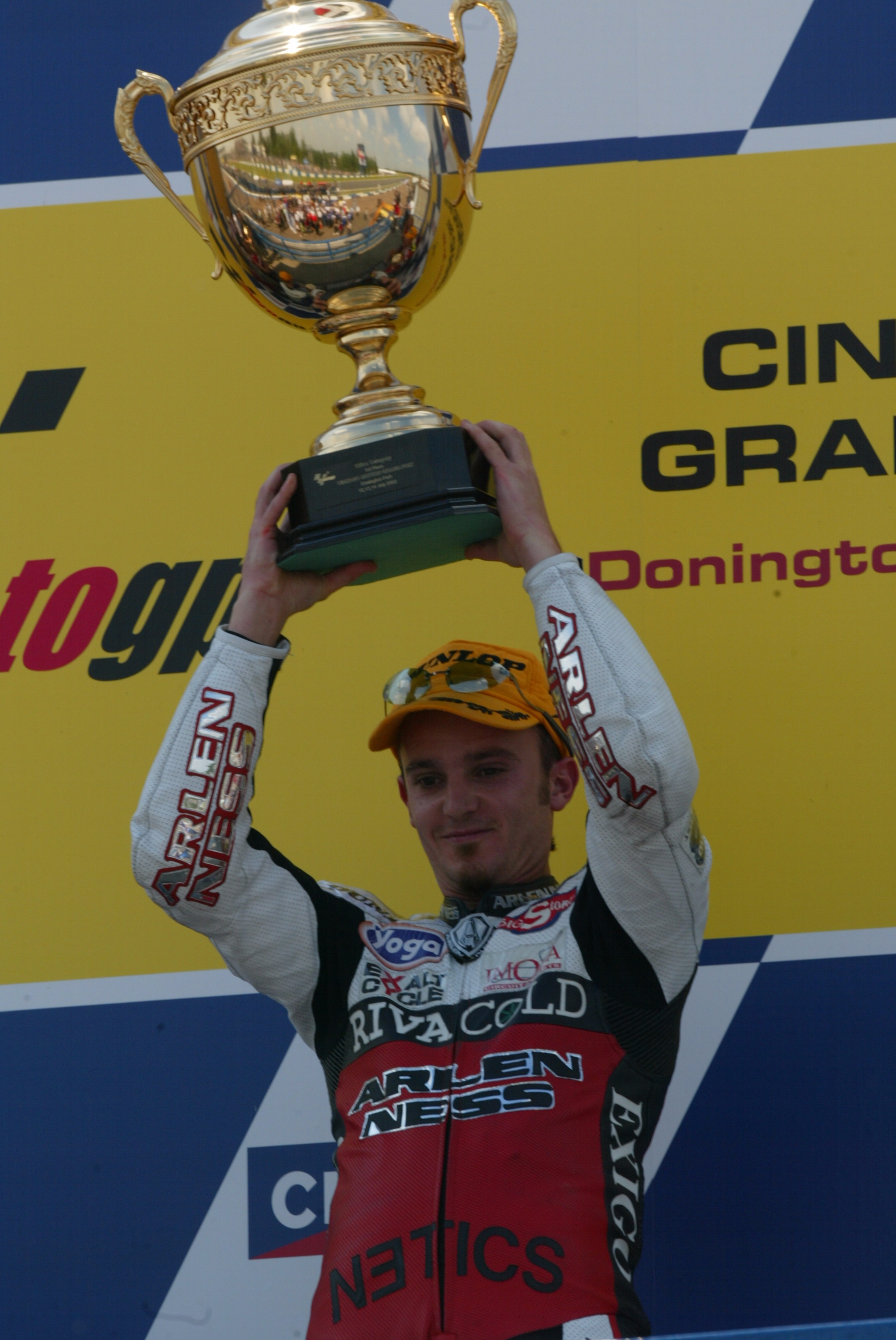
Arnaud Vincent

Arnaud Vincent (* 30. November 1974 in Nancy) ist ein französischer Motorradrennfahrer.

## Karriere
Vincent begann seine Karriere beim Motocross. In den Jahren 1994 und 1995 gewann er Titel in der 125-cm³-Klasse der Französischen Straßenmeisterschaft.
In der Saison 1996 bestritt Arnaud Vincent auf Aprilia als Wildcard-Fahrer beim Grand Prix von Frankreich sein erstes Rennen im Rahmen der 125-cm³-Klasse der Motorrad-Weltmeisterschaft. Im darauf folgenden Jahr gewann Vincent den 125er-Europameistertitel.
Zur Saison 1998 wechselte Vincent als Stammfahrer in die WM und fuhr auf Aprilia und später auf Honda, in diesem Jahr errang er den zwölften Gesamtrang. In der Saison 1999 konnte er beim Grand Prix von Katalonien in Barcelona seinen ersten Sieg feiern. In diesem und im folgenden Jahr erreichte der Franzose jeweils den siebten WM-Rang. Zur Saison 2001 wechselte er wiederum zu Honda, kam aber über den zehnten Gesamtrang nicht hinaus.
Die Saison 2002 bestritt Arnaud Vincent wieder auf Aprilia und dominierte die Konkurrenz. Mit fünf Siegen und insgesamt zehn Podiumsplatzierungen in 16 Rennen wurde er mit 273 Punkten und 19 Zählern Vorsprung auf Manuel Poggiali aus San Marino Weltmeister in der 125-cm³-Klasse.
Im folgenden Jahr wechselte Vincent zum Neueinsteiger KTM, nachdem er mit dem Motorrad aber nicht zurechtkam und nicht die erwarteten Resultate einfahren konnte, verließ er das österreichische Team noch während der Saison und startete wieder auf Aprilia. In der Gesamtwertung belegte er nur den 18. Platz.
Zur Saison 2004 wechselte Arnaud Vincent in die 250-cm³-Klasse und startete weiterhin auf Aprilia und erreichte den 21. WM-Rang. Für die Saison 2005 unterschrieb er beim italienischen Neueinsteiger Fantic. Mit dem unterlegenen Motorrad gelang es ihm jedoch nicht ein einziges Mal die Punkteränge zu erreichen. Im Jahr 2006 startete er auf einer Honda im Team Arie Molenaar Racing und wurde 22. der Gesamtwertung.
In der Saison 2007 wollte Arnaud Vincent mit einer Yamaha R6 des Teams Millet Yamaha Racing an der Supersport-Weltmeisterschaft teilnehmen, konnte aber das dazu notwendige Geld nicht aufbringen. Er bestritt schließlich die französische Supersport-Meisterschaft beim Team Yam Service Blagnac Compétition.

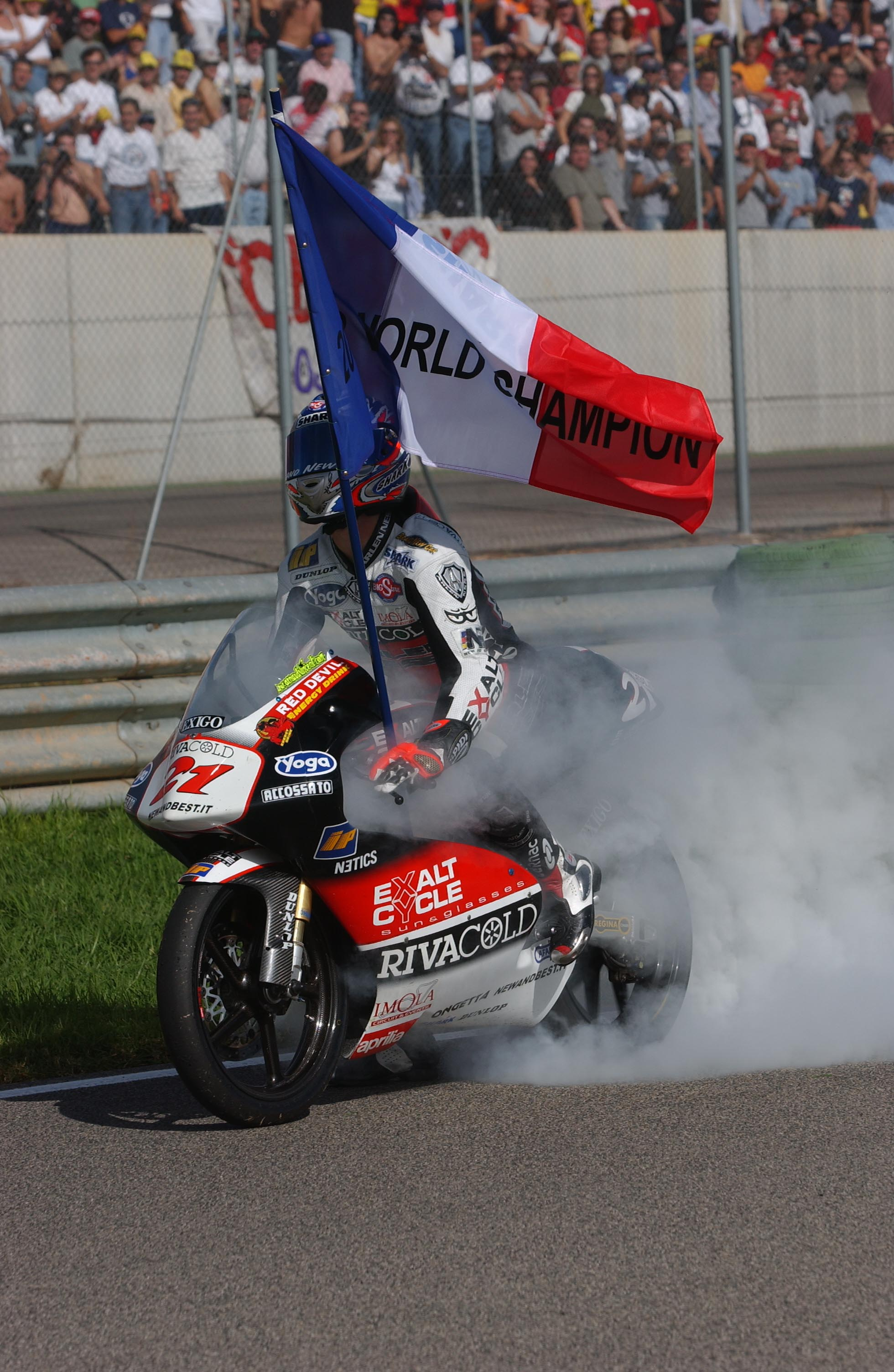
Arnaud Vincent kurz nach dem Gewinn des WM-Titels beim Großen Preis von Valencia 2002
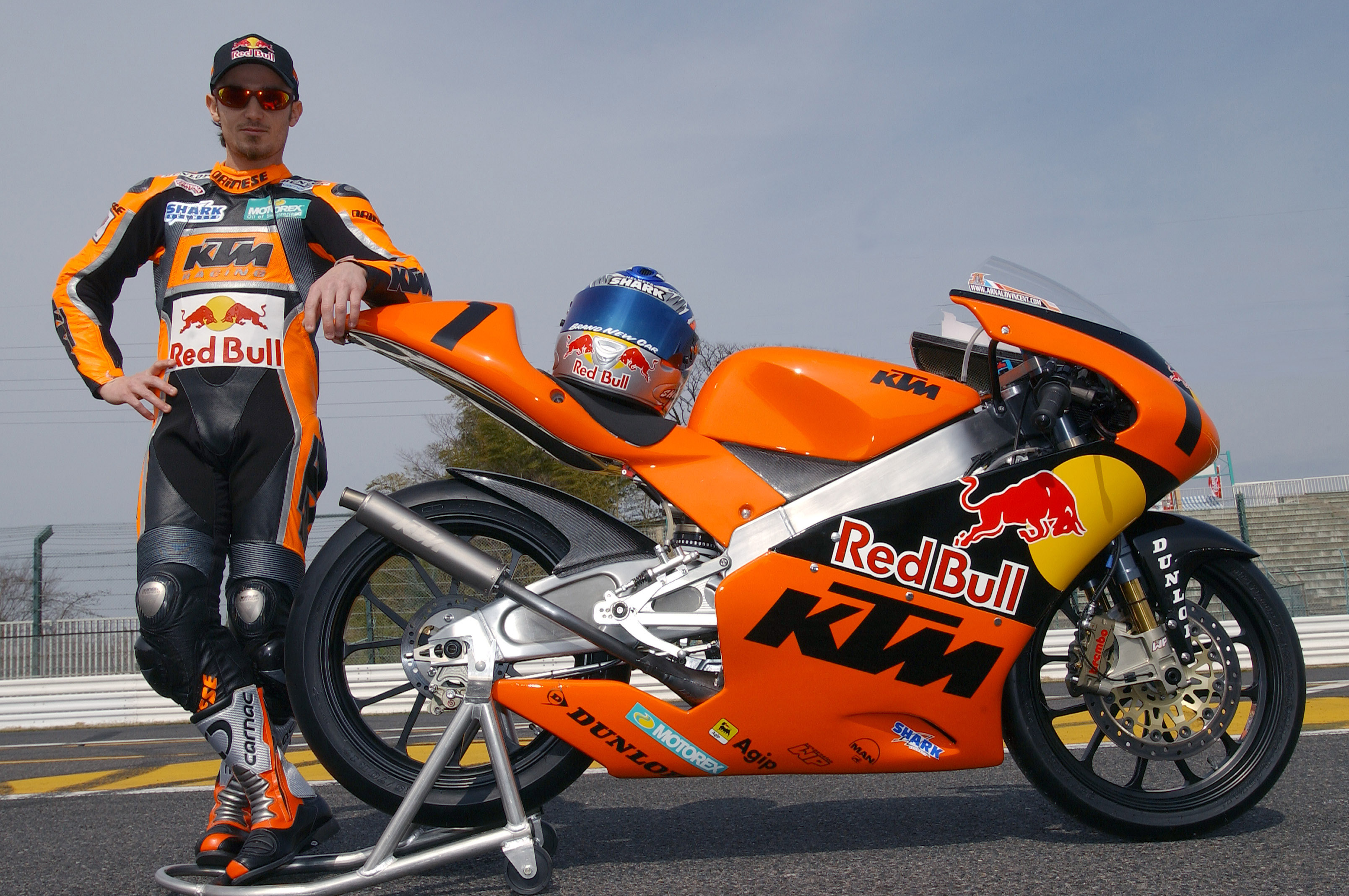
Vincent mit seiner KTM 2003
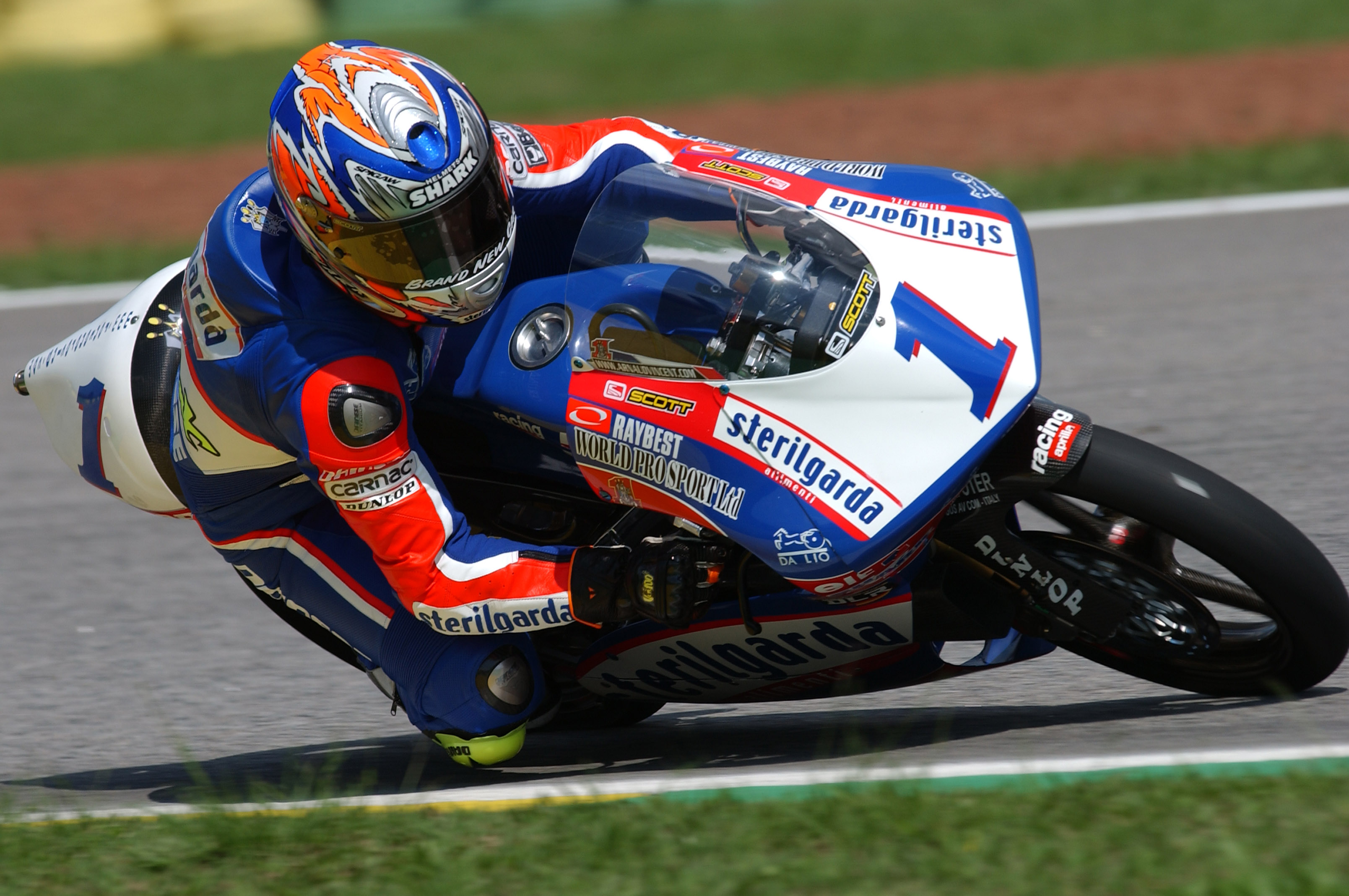
Vincent 2003 auf Aprilia

## Erfolge
- 1997 – Französischer Meister Klasse National 125 cm³
- 1998 – Französischer Meister Klasse Open 125 cm³ auf Aprilia[1]
- 1997 – 125-cm³-Europameister auf Aprilia
- 2002 – 125-cm³-Weltmeister auf Aprilia
- 7 Grand-Prix-Siege